# Kurt Adel
Kurt Adel (* 21. Mai 1920 in Wien; † 19. Dezember 2009 in Wien) war ein österreichischer Literatur- und Sprachwissenschaftler. Adel war nicht nur ein Kenner der deutschen und der Weltliteratur, er dokumentierte auch die Identität und Eigenart der österreichischen Literatur und Sprache in zahlreichen Publikationen, die er neben seiner Tätigkeit als Gymnasiallehrer für die Fächer Deutsch und Englisch (1946–1985) verfasste.

## Leben
Kurt Adel wurde als einziges Kind des Postbeamten (Reg.Rat) Emil Adel und seiner Frau Antonia (geb. Kühnl) und Enkel eines jüdischen Totengräbers am 21. Mai 1920 geboren. Er absolvierte das Gymnasium in der Rainergasse 39, das später auch seine Arbeitsstätte werden sollte. 1940 wurde er wegen der Nürnberger Rassegesetze von der Universität verwiesen und war auf ein Selbststudium aus Büchern angewiesen. So verfasste er neben Arbeits- und Erntediensten bzw. als Lohnverrechner des Bauunternehmens Porr zwangsverpflichtet in den Kriegsjahren selbständig seine Dissertation „Die isländische Saga und die deutsche Dichtung der Gegenwart“. Sobald es nach Kriegsende möglich war, absolvierte Adel innerhalb von vierzehn Tagen die Rigorosen und die Lehramtsstudien für Deutsch und Englisch.
Da es zu diesem Zeitpunkt keine ordentlichen Universitätsprofessoren für Germanistik in Wien gab, die nicht politisch belastet gewesen wären, brauchte es einer Sondererlaubnis, um bei einem Ordinarius eine Habilitationsschrift einreichen zu dürfen. Eine Arbeit über Johann Karl Wezel wurde allerdings mehrmals zurückgewiesen.
Adel, der die lateinische Sprache perfekt beherrschte und sich bei Gelegenheit auch in ihr unterhielt, bemühte sich um eine umfassende und genaue Kenntnis der Jesuitendramen, die großteils nur im Manuskript vorliegen; seine Arbeit über „Das Jesuitendrama in Österreich“ ist Frucht des akribischen Studiums der 42 Dramen von Johann Baptist Adolph, aber auch der Stücke von Nicolaus von Avancini, Jacob Balde, Jakob Bidermann, Crucius, Andreas Gryphius und Simon Rettenpacher. Die Beschäftigung mündete allerdings auch in die doppelt so umfangreiche Arbeit über „Das Wiener Jesuitentheater und die europäische Barockdramatik“ (1960); der noch 1957 erschienene Aufsatz „Ausklang und Nachwirkung des Barocks“ stellt eine Zusammenfassung von Vorlesungen an der „Wiener Katholischen Akademie“ dar.
Seine editorische und literarhistorische Arbeit erstreckte sich auch auf die Zeit des Humanismus und der Renaissance. Für den Stiasny-Verlag erstellte er Ausgaben von Conrad Celtis, Enea Silvio Piccolomini und Paracelsus, bei Teubner erschien 1966 eine Edition von Celtis’ Wiener Arbeiten.
Schließlich beschäftigte sich Adel über viele Jahre intensiv mit dem Fauststoff; neben zwölf weiteren Arbeiten ist die umfangreichste und wichtigste die über die Faust-Dichtung in Österreich (Wien 1971).
Adel, dem es immer ein Anliegen war, eine Sonderstellung Österreichs innerhalb der deutschsprachigen Literaturen zu belegen, arbeitete sich, bereits über siebzigjährig, in das neue Medium des Computers ein, um mit mathematischer Statistik zu erweisen, dass sich das österreichische Deutsch nicht nur im Wortschatz, sondern auch in der Syntax vom Binnendeutschen unterscheidet; das ist der Gegenstand seiner 1994 erschienenen „Tiefenstrukturen der Sprache“.
An die Grenze des gerade noch Darstellbaren gelangte der Literarhistoriker mit seiner „Literatur Österreichs an der Jahrtausendwende“. Der Autor, der in der Stille seines Arbeitszimmers notfalls bis zu tausend Seiten am Tag aufmerksam lesend verarbeiten konnte, gibt mit dieser Zusammenfassung ein Zeugnis seines Fleißes und der Hingabe an sein Fach. Die erste österreichische Literaturgeschichte der Zweiten Republik, noch vor Schmidt-Denglers „Bruchlinien“, die Wurzeln einbeziehend, die er gründlich kennt, ist seine Einführung „Aufbruch und Tradition“, die die Verbindungslinien über die Katastrophe des Nazismus hinweg zieht. Über die Verkürzungen eines literarischen Kanons hinaus, die nur mehr die Großen zu Wort kommen lässt, ist es ein Aspekt von Adels Lebenswerk, auch die leiseren Stimmen der österreichischen Nationalliteratur wahrzunehmen und Respekt für sie einzufordern.
Kurt Adel war mit Marie Hilscher verheiratet und vierfacher Vater. Den Bergtod seines ältesten Sohnes 1976 hat er nur schwer verkraftet. ‒ Gefestigt vor allem durch die Erfahrungen, die er mit Menschenverachtung und Opportunismus während der Zeit des Nationalsozialismus machen musste, hatte er ein unbedingt sicheres Auftreten gegenüber Autoritäten. Im Wissenschafts- und Schulbetrieb, aber auch gegenüber der Kirche, der er als gläubiger Katholik angehörte, scheute er sich nicht Ungerechtigkeiten und Amtsmissbrauch zu bezeichnen und mit großer Zivilcourage gegen die Betroffenen vorzugehen. So führte er Beschwerde gegen den Regens des Wiener Priesterseminars, dessen Ablöse er durchsetzte, er erreichte auch die Entfernung eines Lehrerkollegen, der den Unterricht für nazistische Indoktrination missbrauchte. Ohne Präzedenzfall war die Rückgabe seines ihm verliehenen Ordens.
Adel wurde am Wiener Zentralfriedhof bestattet.

## Auszeichnungen
- 1985: Ehrenkreuz für Wissenschaft und Kunst I. Klasse (am 8. Oktober 1985 verliehen, aus Protest wegen Verleihung an einen Kriegsverbrecher im Februar 1987 zurückgegeben)
- 2002: Goldenes Ehrenzeichen für Verdienste um das Land Wien, am 22. Mai 2002 verliehen
- 2003: Ehrenkreuz für Wissenschaft und Kunst I. Klasse (neuerlich am 24. Oktober 2003 verliehen)

## Werke

### Als Autor
Aufsätze
- Gruß und Dank an Johannes Lindner. In: Derss.: Von Sprache und Dichtung. Lang, Frankfurt/M. 2004, ISBN 3-631-52081-6. Seiten 160–163.
- Von Sprache und Dichtung. 1800–2000. Lang, Frankfurt/M. 2004, ISBN 3-631-52081-6 (2 Bände)
Inhalt: „Kunstwerk ist freyes Spiel des Gemüths mit der Welt in Beziehung aufs Heiligste“. – Franz Grillparzers dramatisches Werk oder: Die Heimkehr. – Grillparzers Hero-Drama (und Kleists Penthesilea). – Eine Quelle von Stifters „Nachsommer?“ – Heinrich Suso Waldeck. – Franz Werfel. – Werner Bergengruen. – Späte Krone. – Janus. – Gruß und Dank an Johannes Lindner. – Gedanken zu dem Gedicht „Schlußwort“. – Reinhold Schneider und Franziskus. – Christine Busta, Lyrik. – Herbert Hinterleithner. – Heinz Pototschnig und „Der Bogen“. – Der Brenner. – Der Brunnen der Erinnerung.

Monographien
- Die Universalität des dichterischen Wortes. Hollinek, Wien 1957.
- Das Wiener Jesuitentheater und die europäische Barockdramatik. ÖBV, Wien 1960.
- Enea Silvio Piccolomini. Stasny Verlag. Wien 1962.
- Vom Wesen der österreichischen Dichtung. ÖSterreichische Dichtung und deutsche Poesie (= Österreich-Reihe; 267). Bergland-Verlag, Wien 1964.
- Geist und Wirklichkeit. Vom Werden der österreichischen Dichtung. ÖVA, Wien 1967.
- Johann Karl Wezel. Ein Beitrag zur Geistesgeschichte der Goethezeit. Verlag Notring, Wien 1968.
- Die Faust-Dichtung in Österreich (= Im Spektrum; 1). Bergland-Verlag, Wien 1971.
- Aufbruch und Tradition. Einführung in die österreichische Literatur seit 1945 (= Untersuchungen zur österreichischen Literatur des 20. Jahrhunderts; 8). Braunmüller, Wien 1982. ISBN 3-7003-0324-6.
- Die Literatur der DDR. Ein Wintermärchen? Braumüller, Wien 1992. ISBN 3-7003-0967-8.
- zusammen mit Rudolf Dutter, Heidrun Filzmoser, Peter Filzmoser: Tiefenstrukturen der Sprache. Untersuchungen regionaler Unterschiede mit statistischen Methoden. WUV, Wien 1994, ISBN 3-85114-154-7.
- Die Literatur Österreichs an der Jahrtausendwende. 2., überarb. u. erg. Aufl. Lang, Frankfurt/M. 2003, ISBN 3-631-50447-0.
- Franz Xaver Kappus (1883–1966). Österreichischer Offizier und deutscher Schriftsteller. Lang, Frankfurt/M. 2006, ISBN 3-631-55401-X.

### Als Herausgeber
- Österreichs erste Literaturgeschichte (= Schriftenreihe Pro Austria; 1). Schendl, Wien 1972, ISBN 3-85268-033-6.
- Conrad Celtis. Poeta lauretatus (= Stiasny-Bücherei; 62). Stiasny, Graz 1962.